# Таблиця адміністративних одиниць за країною

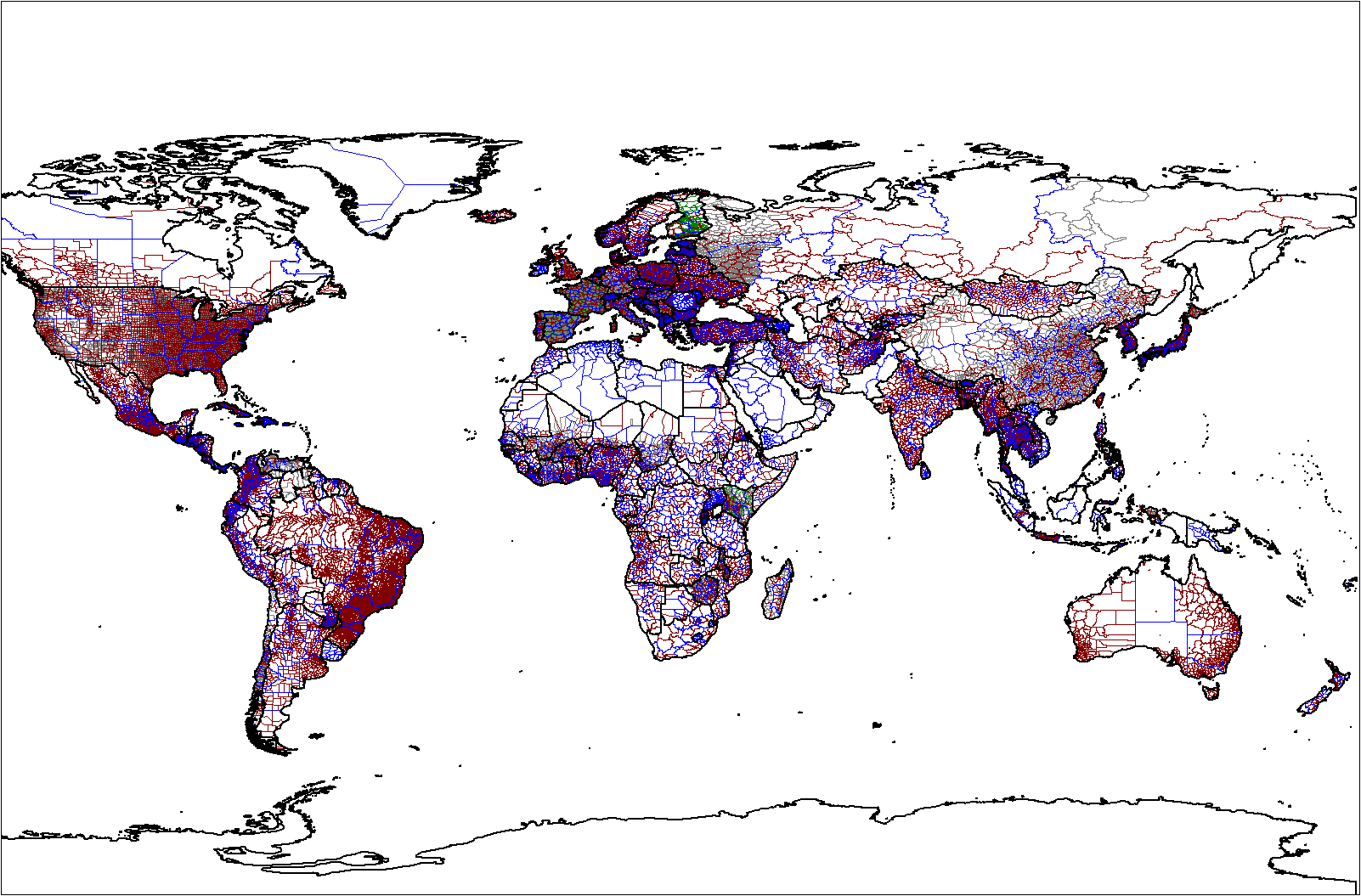
Адміністративно-територіальний поділ країн світу

У наведеній нижче таблиці вказані типи та, якщо відомо, кількість адміністративних одиниць станом на 2014 рік (окрім деяких країн), які використовуються в країнах та їх основних залежних територіях. Таблиця впорядкована в алфавітному порядку за назвою країни українською мовою. Адміністративні одиниці розділені за рівнями. Назви адміністративних одиниць представлені українською мовою з зазначенням у дужках оригінальних назв офіційними мовами країни.
Для спрощення пошуку інформації поряд з назвою країни вказана категорія — (к), що містить статті з адміністративно-територіальним поділом даної країни. У стовпчиках за рівнем адміністративних одиниць вказані посилання на навігаційні шаблони (ш) по адміністративних одиницях даного рівня.
Територіальні суперечки щодо Антарктики припинені, відповідно до Договору про Антарктику, і в таблиці не перераховані.
Не всі автономні території є частиною формальної ієрархії системи адміністративного поділу країни (наприклад, автономна область Занзібар складається з 5 регіонів Танзанії, перший рівень адміністративного поділу цієї країни).
Залежні території перелічені в їх країнах-метрополіях.

## Таблиця
| Країна | Адміністративні одиниці | Адміністративні одиниці | Адміністративні одиниці | Адміністративні одиниці  |
| Країна | Перший рівень           | Другий рівень           | Третій рівень           | Четвертий рівень і менше |
| ------ | ----------------------- | ----------------------- | ----------------------- | ------------------------ |

### А
| Австралійська антарктична територія див. Австралія нижче.           |                                                                              | | |                                                    |
| Австралія (к)                                                       | 6 штатів (англ. state(s)) 3 території (англ. territory)                      | 700+ районів місцевого самоврядування (англ. Local Government Area(s))                               | |                                                    |
| Австралія (к)                                                       | 7 зовнішніх територій (англ. external territory) (ш):                        | | |                                                    |
| Австралія (к)                                                       | Норфолк                                                                      | | |                                                    |
| Австралія (к)                                                       | Острів Різдва                                                                | | |                                                    |
| Австралія (к)                                                       | Кокосові острови                                                             | | |                                                    |
| Австралія (к)                                                       | Острови Ашмор і Картьє                                                       | | |                                                    |
| Австралія (к)                                                       | Острови Коралового моря                                                      | | |                                                    |
| Австралія (к)                                                       | Острів Херд і острови Макдональд                                             | | |                                                    |
| Австралія (к)                                                       | Австралійська антарктична територія                                          | | |                                                    |
| Австрія (к)                                                         | 9 земель (нім. Bundesland / Bundesländer) (ш)                                | 84 округи (нім. Politische Bezirke) 15 самоврядних міст (нім. Statutarstädte) 2 Politische Expositur | 2300 громад (нім. Gemeinde(n)) ринкові громади (маркты) (нім. Marktgemeinden) міські громади (нім. Stadtgemeinde) | 7800+ кадастрових громад (нім. Katastralgemeinden) |
| Азербайджан (к)                                                     | 59 районів (азерб. rayonu / rayonlar) 11 міст (азерб. şəhəri / şəhərlər) (ш) | 2698 муніципалітетів (азерб. bələdiyyə(lər))                                                         | |                                                    |
| Азербайджан (к)                                                     | Нахічеванська Автономна Республіка (азерб. Naxçıvan Muxtar Respublikası)     | 7 районів (азерб. rayonu / rayonlar) 1 місто (азерб. Naxçıvan)                                       | |                                                    |
| Азербайджан (к)                                                     | Альт.: 10 економічних районів (азерб. İqtisadi rayon)                        | | |                                                    |
| Азорські острови див. Португалія нижче.                             |                                                                              | | |                                                    |
| Акротирі і Декелія див. Велика Британія нижче.                      |                                                                              | | |                                                    |
| Аландські острови див. Фінляндія нижче.                             |                                                                              | | |                                                    |
| Албанія (к)                                                         | 12 областей (алб. qarqe) (ш)                                                 | 61 муніципалітет (алб. bashki)                                                                       | 373 адміністративно-територіальні одиниці (алб. njësitë administrative përbërëse)                                 | 3000+ населених пунктів (алб. lokaliteteve)        |
| Алжир (к)                                                           | 48 вілаєтів (араб. ولاية) (ш)                                                | 553 округи (фр. daïras, араб. دائرة)                                                                 | 1541 комуна (фр. commune, араб. بلديات, баладійя)                                                                 | села (ksar / ksuhr)                                |
| Американські Віргінські острови див. Сполучені Штати Америки нижче. |                                                                              | | |                                                    |
| Американське Самоа див. Сполучені Штати Америки нижче.              |                                                                              | | |                                                    |
| Ангілья див. Велика Британія нижче.                                 |                                                                              | | |                                                    |
| Англія див. Велика Британія нижче.                                  |                                                                              | | |                                                    |
| Ангола (к)                                                          | 18 провінцій (порт. província(s)) (ш)                                        | 157 муніципалітетів (порт. município(s))                                                             | 618 комун (порт. comuna(s))                                                                                       |                                                    |
| Андорра (к)                                                         | 7 громад (кат. parròquia / parròquies) (ш)                                   | 17 чвертей (кат. quart(s)) 10+ сусідств (кат. veïnat(s)) 52 села (кат. poble(s))                     | |                                                    |
| Антигуа і Барбуда (к)                                               | 6 округів (англ. parishes) 2 залежні території (англ. dependencies)          | 6 міст і 76 місцевостей (англ. locality, -ies)                                                       | |                                                    |
| Аргентина (к)                                                       | 23 провінції (ісп. provincia(s)) (ш)                                         | 376 департаментів (ісп. departamento(s))                                                             | муніципалітети (ісп. municipio(s))                                                                                | населені пункти (ісп. localidade(s))               |
| Аргентина (к)                                                       | Провінція Буенос-Айрес                                                       | 134 округи (ісп. partido(s))                                                                         | |                                                    |
| Аргентина (к)                                                       | 1 федеральний округ (ісп. ciudad autónoma)                                   | 15 комун (ісп. communas)                                                                             | 48 кварталів (ісп. barrios)                                                                                       |                                                    |
| Аргентина (к)                                                       | Альт.: 6-7 історичних регіонів                                               | | |                                                    |
| Аруба див. Нідерланди нижче.                                        |                                                                              | | |                                                    |
| Афганістан (к)                                                      | 34 вілаєти (пушту і дарі ولايت) (ш)                                          | 398 районів (пушту і дарі ولسوالۍ, «воласвалей»)                                                     | |                                                    |

### Б
| Багамські Острови (к)                                                 | 31 район (англ. district(s)) Нью-Провіденс                                                                               | | |                                                          |
| Бангладеш (к)                                                         | 7 областей (бенг. বিভাগ, bibhag)                                                                                           | 64 дістрікти (бенг. জেলা, зіла) | 482 піддістрікта (бенг. উপজেলা, упазіла) |                                                          |
| Барбадос (к)                                                          | 11 приходів (англ. parishes)                                                                                             | | |                                                          |
| Бахрейн (к)                                                           | 4 мухафаз (араб. محافظات, muhāfazāt)                                                                                     | | |                                                          |
| Беліз (к)                                                             | 6 районів (англ. districts)                                                                                              | 31 округ (англ. constituencies) | |                                                          |
| Бельгія (к)                                                           | 3 регіони (нід. gewesten, фр. régions, нім. Regionen) (ш)                                                                | 10 провінцій (нід. provincies, фр. provinces, нім. Provinzen)                                                                          | 43 адміністративні округи (фр. arrondissements administratifs)                                                                                                 | 589 комун (нід. gemeenten, фр. communes, нім. Gemeinden) |
| Бенін (к)                                                             | 12 департаментів (фр. départements)                                                                                      | 77 комун (фр. communes) | округи (фр. arrondissements) | сільські населені пункти міські райони                   |
| Бермудські острови див. Велика Британія нижче.                        | | | |                                                          |
| Білорусь (к) (ш)                                                      | 6 областей (біл. вобласць / вобласці)                                                                                    | 118 районів (біл. раён / раёны) 10 міст обласного підпорядкування.                                                                     | 100 міст районного підпорядкування. 94 селища міського типу 1365 сільрад (біл. сельсавет / сельсаветы) 25 міських районів в 7 містах обласного підпорядкування |                                                          |
| Білорусь (к) (ш)                                                      | Мінськ | 9 районів (біл. раён / раёны) | |                                                          |
| Болгарія (к)                                                          | 28 областей (болг. области) (ш) Альт.: 6 регіонів                                                                        | 264 громади (болг. общини) | |                                                          |
| Болівія (к)                                                           | 9 департаментів (ісп. departamentos)                                                                                     | 112 провінцій (ісп. provincias) | 314 муніципалітетів (ісп. municipios) | 1374 кантони (ісп. cantones)                             |
| Бонайре див. Нідерланди нижче.                                        | | | |                                                          |
| Боснія і Герцеговина (к)                                              | Федерація Боснія і Герцеговина (босн. Federacija Bosne i Hercegovine, серб. Федерација Босне и Херцеговине)              | 10 кантонів (босн. kantoni) | 79 громад (хорв., босн. općine) |                                                          |
| Боснія і Герцеговина (к)                                              | Республіка Сербська (серб. Република Српска, босн. Republika Srpska)                                                     | 7 регіонів (серб. регије) | 62 громади (серб. општина) |                                                          |
| Боснія і Герцеговина (к)                                              | Округ Брчко (серб. Брчко дистрикт, босн. Brčko Distrikt)                                                                 | | |                                                          |
| Ботсвана (к)                                                          | 9 округів (англ. districts)                                                                                              | 28 піддістріктів (англ. sub-districts)                                                                                                 | |                                                          |
| Бразилія (к)                                                          | 26 штатів (порт. estados) 1 федеральний (столичний) округ (порт. distrito federal) (ш) Альт.: 5 регіонів (порт. regiões) | 5564 муніципалітети (порт. municípios)                                                                                                 | |                                                          |
| Британські Віргінські острови див. Велика Британія нижче.             | | | |                                                          |
| Британська територія в Індійському океані див. Велика Британія нижче. | | | |                                                          |
| Бруней (к)                                                            | 4 округи (малай. daerah, трансліт. даера)                                                                                | 38 районів (малай. mukim, трансліт. мукім)                                                                                             | kampong |                                                          |
| Буве див. Норвегія нижче.                                             | | | |                                                          |
| Буркіна-Фасо (к)                                                      | 13 областей (фр. régions)                                                                                                | 45 провінцій (фр. provinces) | 301 департамент (фр. departamentos) |                                                          |
| Бурунді (к)                                                           | 17 провінцій (фр. provinces)                                                                                             | 117 комун (фр. communes) | 2639 колін («холмів») (фр. collines) |                                                          |
| Бутан (к)                                                             | 20 дзонгхагів (англ. district(s), дзонґ-ке རྫོ་ཁག།) Альт.: всі дзонгхаги об'єднані в дзонгдей (англ. zone(s))              | 207 гевогів (англ. gewogs (blocks)), дзонґ-ке རྒེད་འོག་) Доп.: деякі гевогі об'єднані в 15 дунгхагів (англ. dungkhag(s), дзонґ-ке དྲུང་ཁག་) | |                                                          |

### В
| Вануату (к)         | 6 провінцій (англ. province(s)) (ш)                                         | | | |
| Ватикан             | Не має адміністративно-територіального поділу                               | Не має адміністративно-територіального поділу | Не має адміністративно-територіального поділу                                                                      | Не має адміністративно-територіального поділу |
| Велика Британія (к) | 4 історичні провінції:                                                      | 4 історичні провінції: | 4 історичні провінції:                                                                                             | 4 історичні провінції: |
| Велика Британія (к) | Англія (к)                                                                  | 9 регіонів (англ. region(s)) | 6 графств-метрополій (англ. metropolitan county) 28 графств (англ. shire(s)) Великий Лондон (англ. Greater London) | 36 муніципальних районів (англ. metropolitan district) 201 район графств (англ. non-metropolitan district) 33 адміністративні округи (англ. London borough) |
| Велика Британія (к) | Північна Ірландія (к)                                                       | 6 графств (англ. shire(s)) (ш) | 26 районів (англ. district(s))                                                                                     | |
| Велика Британія (к) | Уельс (к)                                                                   | 3 города (англ. city) (ш) 9 графств (англ. shire(s)) 10 городов-графств (англ. county borough(s))                                                                    | | |
| Велика Британія (к) | Шотландія (к)                                                               | 32 області (англ. unitary authorities) | | |
| Велика Британія (к) | Коронні володіння (англ. Crown dependencies):                               | | | |
| Велика Британія (к) | Гернсі (к)                                                                  | 10 приходів (англ. parishe(s)) | | |
| Велика Британія (к) | Джерсі (к)                                                                  | 12 приходів (англ. parishe(s)) | | |
| Велика Британія (к) | Острів Мен (к)                                                              | 6 округів (англ. sheading(s)) | 17 приходів (англ. parishe(s))                                                                                     | |
| Велика Британія (к) | Британські заморські території (англ. British overseas territories):        | | | |
| Велика Британія (к) | Акротирі і Декелія                                                          | | | |
| Велика Британія (к) | Ангілья (к)                                                                 | 14 округів (англ. districts) | | |
| Велика Британія (к) | Бермудські острови (к)                                                      | 9 округів (англ. parishes) 2 муніципалітети (англ. municipalities)                                                                                                   | | |
| Велика Британія (к) | Британська антарктична територія                                            | | | |
| Велика Британія (к) | Британська територія в Індійському океані                                   | | | |
| Велика Британія (к) | Британські Віргінські острови (к)                                           | 5 округів (англ. districts) | | |
| Велика Британія (к) | Гібралтар (к)                                                               | | | |
| Велика Британія (к) | Кайманові острови (к)                                                       | 8 округів (англ. districts) | | |
| Велика Британія (к) | Монтсеррат (к)                                                              | 3 громади (англ. parishes) | | |
| Велика Британія (к) | Острови Піткерн (к)                                                         | | | |
| Велика Британія (к) | Острови Святої Єлени, Вознесіння і Трістан-да-Кунья (к)                     | 3 адміністративні області (англ. area) | | |
| Велика Британія (к) | Острови Теркс і Каекос (к)                                                  | | | |
| Велика Британія (к) | Фолклендські острови (к)                                                    | | | |
| Велика Британія (к) | Південна Джорджія та Південні Сандвічеві острови                            | | | |
| Венесуела (к)       | 23 штати (ісп. estados) 1 федеральний округ (ісп. distrito capital)         | 335 муніципалітетів (ісп. municipios) | приходи (ісп. parròquias)                                                                                          | |
| Венесуела (к)       | 1 федеральне володіння (ісп. dependencia federal)                           | | | |
| В'єтнам (к)         | 59 провінцій (в'єт. Tỉnh - тінь) (ш)                                        | 26 провінціальних міст (в'єт. thành phố trực thuộc tỉnh) 50+ адміністративних одиниць першого рівня (в'єт. thị xã) 570+ повітів (в'єт. huyện) 8 островів (в'єт. đảo) | 580+ селищ в'єт. thị trấn) 1100+ міських районів 9000+ громад (в'єт. xã)                                           | |
| В'єтнам (к)         | 5 міст центрального підпорядкування (в'єт. thành phố trực thuộc Trung ương) | 40+ адміністративні одиниці другого рівня (в'єт. quận) райони (в'єт. huyện)                                                                                          | райони (квартали) (в'єт. phường)                                                                                   | |
| Вірменія (к)        | 10 областей (вірм. մարզ) Єреван (ш)                                         | 932 громади (вірм. համայնքներ) | | |
| Вірменія (к)        | Альт.: 16 історичних областей                                               | | | |

### Г
| Габон (к)                                                | 9 провінцій (фр. provinces) | 37 департаментів (фр. départements)           | |                                                                           |
| Гаїті (к)                                                | 10 департаментів (фр. départements)                                                                                            | 41 округ (фр. arrondissements)                | 133 комуни (фр. communes)                                                                                 | общинні райони (фр. sections communales)                                  |
| Гаяна (к)                                                | 10 регіонів (англ. regions) | 27 окружних рад (англ. neighborhood councils) | |                                                                           |
| Гамбія (к)                                               | 5 округів (англ. divisions) Банжул                                                                                             | 37 районів (англ. districts)                  | |                                                                           |
| Гана (к)                                                 | 10 областей (англ. regions) | 171 район (англ. districts)                   | |                                                                           |
| Гваделупа див. Франція нижче.                            | |                                               | |                                                                           |
| Гватемала (к)                                            | 22 департамента (ісп. departamentos)                                                                                           | 332 муніципалітета (ісп. municipios)          | |                                                                           |
| Гвінея (к)                                               | 8 адміністративних регіонів (фр. régions), столиця Конакрі утворює спеціальну зону (фр. zone spéciale), прирівняну до регіону. | 33 префектури (фр. préfectures)               | 38 міських комун (фр. communes urbaines) 303 сільські громади (фр. communautés rurales, sous-préfectures) |                                                                           |
| Гвінея-Бісау (к)                                         | 8 округів (порт. regiões) 1 автономний округ (порт. sector autónomo)                                                           | 37 секторів (порт. sectores)                  | |                                                                           |
| Острови Герд і Макдональд див. Австралія вище.           | |                                               | |                                                                           |
| Гернсі див. Велика Британія вище.                        | |                                               | |                                                                           |
| Гібралтар див. Велика Британія вище.                     | |                                               | |                                                                           |
| Гондурас (к)                                             | 18 департаментів (ісп. departamentos)                                                                                          | 298 муніципалітетів (ісп. municipios)         | 3731 селищ (ісп. aldeas)                                                                                  | 27 969 сел (ісп. aldeas) 3336 районів і поселень (ісп. barrios, colonias) |
| Гонконг (Сянган) див. Китайська Народна Республка нижче. | |                                               | |                                                                           |
| Гренада (к)                                              | 6 округів (приходів) (англ. parishes) 2 залежні території (англ. dependency)                                                   |                                               | |                                                                           |
| Ґренландія див. Данія нижче.                             | |                                               | |                                                                           |
| Греція (к)                                               | 13 адміністративних округів (периферій) (грец. περιφέρειες) (ш) 1 автономний регіон                                            | 54 нома (грец. νομός) (ш) Альт.: 3 субноми    | 901 міська громада (дім; грец. Δήμος) 130 сільських громад (грец. κοινότητα)                              | місцеві райони (грец. Τοπικό Διαμέρισμα)                                  |
| Грузія (к)                                               | 9 країв (груз. მხარე, mxare) 2 автономні республіки (груз. ავტონომიური რესპუბლიკა, avtonomiuri resp'ublik'a) Тбілісі (ш)       | 69 муніципалітетів (груз. მუნიციპალიტეტი)     | |                                                                           |
| Гуам див. Сполучені Штати Америки нижче.                 | |                                               | |                                                                           |

### Д
| Данія (к)                         | 5 регіонів (дан. regioner) (ш)                                                     | 98 комун (дан. kommuner)                                                                         |                           |                                       |
| Данія (к)                         | Фарерські острови (к)                                                              | 6 регіонів (дан. sýslur) Альт.: 7 виборчих округів                                               | 34 комуни (дан. kommunur) |                                       |
| Данія (к)                         | Ґренландія (к)(ш)                                                                  | 4 комуни (дан. Kommuner, гренл. Kommunia) 2 невключені території                                 | (18 колишніх комун)       | міста (дан. by) та селища (дан. bygd) |
| Джерсі див. Велика Британія вище. |                                                                                    |                                                                                                  |                           |                                       |
| Джибуті (к)                       | 5 регіонів (фр. régions)                                                           | 11 районів (англ. districts)                                                                     |                           |                                       |
| Джибуті (к)                       | місто-регіон (фр. ville et région)                                                 | 6 районів (англ. arrondissements)                                                                |                           |                                       |
| Домініка (к)                      | 10 парафій (англ. parishes)                                                        |                                                                                                  |                           |                                       |
| Домініканська Республіка (к) (ш)  | 31 провінція (ісп. provincias) 1 національний округ (ісп. Distrito Nacional, D.N.) | 154 муніципалітети (ісп. municipios) 202 муніципальних округа (ісп. distritos municipales, D.M.) | райони (ісп. secciones)   | квартали (ісп. parajes)               |

### Е
| Еквадор (к)              | 24 провінції (ісп. provincias, кеч. marka) (ш)                                                                                  | 219 кантонів (ісп. cantones, кеч. kiti)                              | 1299 приходів (465 міських і 834 сільських) (ісп. parròquias, кеч. kitilli)                               |                           |
| Екваторіальна Гвінея (к) | 7 провінцій (ісп. provincias, фр. provinces, порт. províncias) (ш) Альт.: 2 регіони (ісп. regiónes, фр. régions, порт. regiões) | 30 муніципалітетів (ісп. municipios, фр. districts, порт. distritos) | |                           |
| Еритрея (к)              | 6 регіонів (zobas) (ш) |                                                                      | |                           |
| Есватіні (к)             | 4 райони (регіони, округи) (англ. district(s), сваті siGodzi) (ш)                                                               | 55 округів (англ. constituencies, сваті inkhundla)                   | (сваті umphakatsi)                                                                                        |                           |
| Естонія (к)              | 15 повітів (ест. maakond) (ш)                                                                                                   | 33 міських муніципалітети (ест. linn)                                | частини міста (ест. linnaosa)                                                                             | райони (ест. asum)        |
| Естонія (к)              | 15 повітів (ест. maakond) (ш)                                                                                                   | 11 міських селищ (ест. alev)                                         | |                           |
| Естонія (к)              | 15 повітів (ест. maakond) (ш)                                                                                                   | 193 волості (ест. vald)                                              | сільські селища (ест. alevik) села (ест. küla) 14 міст волостного підпорядкування (ест. vallasisene linn) |                           |
| Ефіопія (к)              | 9 регіонів (амх. кілілочч) 2 міста з особливим статусом (амх. astedader akababiwach) (ш)                                        | 77 зон (амх. ዞን, zonə)                                               | 739 вореда (округів) (амх. ወረዳ)                                                                           | 973 кебели (амх. kebeles) |

### Є
| Єгипет (к) | 29 губернаторств (мухафаз) (араб. محافظة, muhāfazāt) (ш) | 232 райони (марказа) (markazes) | 217+ міст       | 4617+ сільських населених пунктів |
| Ємен (к)   | 21 мухафаза (muhāfazāt)                                  | 333 райони (muderiah)           | 2210 підрайонів | 38284 села                        |

### З
| Замбія (к)                                                    | 9 провінцій (англ. provinces) (ш)                                                                       | 72 райони (англ. districts)  |                                             |  |
| Зімбабве (к)                                                  | 8 провінцій (англ. provinces) (ш) 2 міста з провінційним статусом (англ. cities with provincial status) | 59 округів (англ. districts) | 1200 муніципалітетів (англ. municipalities) |  |
| Зовнішні малі острови США див. Сполучені Штати Америки нижче. | |                              |                                             |  |

### І
| Ізраїль (к)      | 6 адміністративних округів (махоз) (івр. מחוזות) (ш) | 15 підокругів (нафа) (івр. נפה) | 50 районів                                                                      |                                                               |
| Індія (к) (ш)    | 28 штатів (англ. states) 7 союзних територій (англ. union territories) | 625 округів (англ. districts, гінді ज़िला, Zilā) підокруги (англ. sub-division) | техсіли (tehsil, tahsil, tahasil), талукі (taluk, taluka) або мандали (mandal)  | села (англ. villages)                                         |
| Індонезія (к)    | 33 провінції (індонез. provinsi) 7 адміністративних регіонів (ш) | 400 округів (індонез. kabupaten) 92 міських муніципалітета (індонез. kota) 1 адміністративний район (індонез. kabupaten administrasi) 5 адміністративних міст (індонез. kota administrasi) | райони (індонез. kecamatan, distrik)                                            | села і селища (індонез. desa, kelurahan)                      |
| Ірак (к)         | 18 провінцій (мухафаз) (араб. محافظات, muḥāfaẓät) (ш) | 111 округів (араб. أقضية, aqḍiyah [ɑqd̪ˁijɑ]) | підокруги (nahiyat)                                                             | ? qaryat                                                      |
| Ірак (к)         | 1 автономний регіон | |                                                                                 |                                                               |
| Іран (к)         | 31 остан (перс. استان‌ها, ostānhā) (ш) | 402 області (перс. شهرستان, shahrestān) | 999 районів (бахш) (перс. بخش, bakhsh)                                          | 2,512 сільських округів (дехестан) (перс. دهستان, dehestan)   |
| Ірландія (к) (ш) | 28 графств (англ. county, ірл. contae або condae) 3 міста | 2 метрополітенських райони (англ. metropolitan district) 4 міських райони (англ. borough district) 89 муніципальних районів (англ. municipal district)                                     |                                                                                 |                                                               |
| Ісландія (к)     | 23 округи (ісл. sýslur) 25 незалежних міст (ісл. kaupstaðir) | 79 громад (ісл. sveitarfélög) |                                                                                 |                                                               |
| Ісландія (к)     | Альт.: 8 статистичних регіонів (ісл. héruð), 6 виборчих округів (ісл. kjördæmi) | |                                                                                 |                                                               |
| Іспанія (к) (ш)  | 17 автономних співтовариств (ісп. comunidad autónoma) 2 автономні міста (ісп. ciudades autónomas) ( Сеута та Мелілья) 3 суверенні території (ісп. plazas menores de soberanía)      | 50 провінцій (ісп. provincias) | 542 комарки (ісп. comarcas) Альт.: ? судових округів (ісп. partidos judiciales) | 8342 муніципалітети (ісп. municipios)                         |
| Італія (к) (ш)   | 15 областей (регіонів) зі звичайним статутом (італ. regioni a statuto ordinario) 5 автономних областей з особливим статусом (італ. regioni a statuto speciale або regioni autonome) | 110 провінцій (італ. province) | 8101 комуна (італ. comuni)                                                      | столиці комун (італ. capoluogo) райони комун (італ. frazioni) |

### Й
| Йорданія (к) | 12 провінцій (мухафаз) (араб. محافظات, muḥāfaẓät) | 52 райони (араб. ألوية, alwiya) | 89 підрайонів (нахій) (араб. ناحية, nahia) | кура |

### К
| Кабо-Верде (к)                                | 22 муніципалітета (порт. concelhos) | 32 округа (порт. freguesias) | | |
| Казахстан (к)                                 | 17 областей (каз. облысы / облыстар) 3 міста республіканського значення (каз. республикалық маңызы бар қала) (ш) | 170 районів (каз. аудан / аудандар), 38 міст (каз. қала / қалалар) | 46 міст (каз. қала / қалалар), 241 селищний округ (каз. кенттік округ (аймақ)), 2453 сільських округа (каз. Ауылдық аймағы) | Аули (каз. ауилдар), відділення (каз. бөлімшелер) |
| Кайманові острови див. Велика Британія вище.  | | | | |
| Камбоджа (к) (ш)                              | 23 провінції (кхмер. ខេត្ត, кхет) | 159 округів (кхмер. ស្រុក, срок) | 1621 комуна (кхмер. ឃុំ, кхум) | 14073 села (кхмер. ភូមិ, пхум) |
| Камбоджа (к) (ш)                              | 23 провінції (кхмер. ខេត្ត, кхет) | 26 муніципалітетів (кхмер. ក្រុង, кронг) | квартали (кхмер. សង្កាត់, сангкат) | села (кхмер. ភូមិ, пхум) блоки (кхмер. ភូមិ, кром) |
| Камбоджа (к) (ш)                              | Пномпень | 8 районів (кхмер. ខណ្ឌ, кхан) | квартали (кхмер. សង្កាត់, сангкат) | блоки (кхмер. ភូមិ, кром) |
| Камерун (к)                                   | 10 регіонів (англ. regions, фр. régions) | 58 департаментів (англ. departments, фр. départements) | 2 міські громади (англ. urban communities, фр. communautés urbaines) 9 міст зі спеціальним статусом (англ. towns with special status, фр. communes urbaines à régime spécial) 11 міських комун (англ. urban communes, фр. communes urbaines) 305 сільських комун (англ. rural communes, фр. communes rurales) | 11 міських районів (англ. urban districts, фр. communes urbaines d’arrondissement) |
| Канада (к) (ш)                                | 10 провінцій (англ. provinces, фр. provinces) | (неофіційно) області/регіони округи/графства | | |
| Канада (к) (ш)                                | 3 території (англ. territories, фр. territoires) | (неофіційно) області/регіони графства/округи | | |
| Канарські острови див. Іспанія вище.          | | | | |
| Катар (к)                                     | 10 муніципалітетів (араб. بلديات, баладійят) | | | |
| Кенія (к)                                     | 8 провінцій (англ. provinces, суах. mkoa) | 71 округ (англ. districts, суах. wilaya) | 262 підрайони (англ. divisions, суах. tarafa) | 2427 поселень (англ. locations, суах. mtaa) 6612 населених пунктів]] (англ. sublocations, суах. kijiji) |
| Киргизстан (к) (ш)                            | 7 областей (кирг. облустары) 2 міста республіканського підпорядкування (кирг. шаар) | 44 райони (кирг. райондору) 14 міст обласного підпорядкування (кирг. gorkeneš) | сільські громади та сільські райони (кирг. aiyl okmotus) | |
| Китайська Народна Республіка (к)              | Провінційний рівень: 22 провінції (кит. 省, піньїнь: shěng, акад. шен) 5 автономних районів (кит. трад. 自治區, спр. 自治区, піньїнь: zīzhìqù, акад. цзичжицюй) 4 міста центрального підпорядкування (кит. трад. 直轄市, спр. 直辖市, піньїнь: zhíxiáshì, акад. чжисяши) 2 спеціальних адміністративних районів (кит. трад. 特別行政區, спр. 特别行政区, піньїнь: tèbiéxíngzhèngqū, акад. тебє сінчженцюй) | Окружний рівень: 283 міських округа (кит. трад. 地级市, піньїнь: dìjíshì, акад. діцзіши) 17 округів (префектур) (кит. трад. 地区级, піньїнь: dìqū, акад. діцюй) 15 міст субпровінціального значення (кит. трад. 副省级城市, піньїнь: fùshĕngjí chéngshì, акад. фушенцзі ченши) 30 автономних округів (префектур) (кит. трад. 自治州, піньїнь: zīzhìzhōu, акад. цзичжичжоу) 3 аймаки (кит. трад. 盟, піньїнь: méng, акад. мен, англ. leagues, монг. , ayimaɣ або іст. , čiɣulɣan) 1 автономний округ субпровінційного значення (кит. трад. 副省级自治州, піньїнь: fùshĕngjí zìzhìzhōu, акад. фушенцзі цзичжичжоу) | Повітовий рівень: 1464 повіти (кит. трад. 县, піньїнь: xiàn, акад. сянь) 117 автономних повітів (кит. трад. 自治县, піньїнь: zìzhìxiàn, акад. цзичжисянь) 374 міських повіти (кит. трад. 县级市, піньїнь: xiànjíshì, акад. сяньцзіши) 852 райони міського підпорядкування (кит. трад. 市辖区, піньїнь: shìxiáqū, акад. шисяцюй) 49 хошунів (кит. трад. 旗, піньїнь: qí, акад. ці) 3 автономних хошуни (кит. трад. 自治旗, піньїнь: zìzhìqí, акад. цзичжиці) 2 спеціальних райони (кит. трад. 特区, піньїнь: tèqū, акад. тецюй) 1 лісовий район (кит. трад. 林区, піньїнь: línqū, акад. ліньцюй) | Волосний рівень: 19522 селищ (кит. трад. 镇, піньїнь: zhèn, акад. чжень) 14677 повітів (кит. трад. 乡, піньїнь: xiāng, акад. сян, англ. township) 181 сомон (кит. трад. 苏木, піньїнь: sūmù, акад. суму) 1092 національні волості (кит. трад. 民族乡, піньїнь: mínzúxiāng, акад. міньцзусян) 1 національний сомон (кит. трад. 民族苏木, піньїнь: mínzúsūmù, акад. міньцзусуму) 6152 вуличних комітета (кит. трад. 街道办事处, піньїнь: jiēdàobànshìchù, акад. цзедаобаньшичу) 11 районів повітового підпорядкування (кит. трад. 区公所, піньїнь: qūgōngsuǒ, акад. цюйгунсо) Сільський рівень: Міські поселення (80717): общинні комітети (кит. трад. 社区居民委员会, піньїнь: jūmínwěiyuánhùi, акад. шецюй цзюймінь вейюаньхуей) громади (кит. трад. 社区, піньїнь: shèqū, акад. шецюй) Сільські поселення (623669): сільські комітети (кит. трад. 村民委员会, піньїнь: cūnmínwěiyuánhùi, акад. цуньмінь вейюаньхуей) сільські групи (кит. трад. 村民小组, піньїнь: cūnmínxiǎozǔ, акад. цуньмінь сяоцзу) адміністративні села (кит. трад. 行政村, піньїнь: xíngzhèngcūn, акад. сінчжен цунь) природні села (кит. трад. 自然村, піньїнь: zìráncūn, акад. цзижань цунь) |
| Китайська Народна Республіка (к)              | Спеціальні адміністративні райони : | | | |
| Китайська Народна Республіка (к)              | Гонконг (к) | 18 районів (англ. districts) | | |
| Китайська Народна Республіка (к)              | Макао (к) | 7 приходів (порт. freguesias) | | |
| Китайська Республіка див. Тайвань нижче.      | | | | |
| Кіпр (к)                                      | 6 районів (грец. επαρχίες, єпархії) | 33 громади | | |
| Кірибаті (к)                                  | 24 острівні ради (англ. councils) | | | |
| Кліппертон див. Франція нижче.                | | | | |
| Кокосові острови див. Австралія вище.         | | | | |
| Колумбія (к)                                  | 32 департамента (ісп. departamentos) 1 столичний округ (ісп. distrito capital) | 1119 муніципалітетів (ісп. municipios) | 2000+ сел (ісп. corregimientos) | |
| Коморські Острови (к)                         | 3 автономних регіони (острова) (фр. région) | | | |
| Демократична Республіка Конго (к)             | 26 провінцій (фр. provinces) | 192 території (фр. territoires) | | |
| Республіка Конго (к)                          | 12 департаментів (фр. département) | 86 округів (фр. districts) | | |
| Республіка Конго (к)                          | Комуна Браззавль (фр. Commune de Brazzaville) | 7 округів (фр. arrondissements) | | |
| Острови Коралового моря див. Австралія вище.  | | | | |
| Корейська Народно-Демократична Республіка (к) | 9 провінцій (кор. 도, 道, do, то) | 144 повіта (кор. 군, 郡, gun, кун) | міські поселення (кор. 읍, 邑, up) села (кор. 리, 里, ri, рі) робочі райони (кор. [[хангиль\|[] Помилка: {{Lang}}: немає тексту (допомога)]], rodongjagu, родонджагу) | |
| Корейська Народно-Демократична Республіка (к) | 9 провінцій (кор. 도, 道, do, то) | 25 міст (ш) (кор. 시, 市, si, сі) | міські райони (кор. 동, 洞, dong, тон) села (кор. 리, 里, ri, рі) | |
| Корейська Народно-Демократична Республіка (к) | 9 провінцій (кор. 도, 道, do, то) | 1 спеціальне місто (кор. 특급시, 特級市, t'ŭkkŭpsi, тхиккипсі) | міські райони (кор. 동, 洞, dong, тон) | |
| Корейська Народно-Демократична Республіка (к) | 9 провінцій (кор. 도, 道, do, то) | 5 районів (кор. [[хангиль\|[] Помилка: {{Lang}}: немає тексту (допомога)]], ku, ку і кор. [[хангиль\|[] Помилка: {{Lang}}: немає тексту (допомога)]], chigu, чхігу) | | |
| Корейська Народно-Демократична Республіка (к) | 3 спеціальних адміністративних регіони | Не мають адміністративно-територіального поділу | Не мають адміністративно-територіального поділу | Не мають адміністративно-територіального поділу |
| Корейська Народно-Демократична Республіка (к) | 2 міста прямого підпорядкування (кор. 직할시, 直轄市, chikhalsi, чікхальсі) | 20 міських округів (кор. [[хангиль\|[] Помилка: {{Lang}}: немає тексту (допомога)]], guyŏk, куйок) | | |
| Корейська Народно-Демократична Республіка (к) | 2 міста прямого підпорядкування (кор. 직할시, 直轄市, chikhalsi, чікхальсі) | 4 повіти (кор. 군, 郡, gun, кун) | | |
| Косово див. Сербія нижче.                     | | | | |
| Коста-Рика (к)                                | 7 провінцій (ісп. provincias) | 81 кантон (ісп. cantones) | 470 округів (ісп. distritos) | |
| Кот-д'Івуар (к)                               | 19 областей (фр. régions) | 80 департаментів (фр. département(s)) і 2 райони (district(s)) | 243 супрефектури (фр. sous-préfectures) 197 комун (фр. communes) | |
| Куба (к)                                      | 14 провінцій (ісп. provincias) 1 спеціальний муніципалітет (ісп. municipio especial) (ш) | 169 муніципалітетів (ісп. municipios) | | |
| Кувейт (к)                                    | 6 провінцій (араб. محافظة, muhāfazāt) | | | |
| Острови Кука див. Нова Зеландія нижче.        | | | | |
| Кюрасао див. Нідерланди нижче.                | | | | |

### Л
| Лаос (к)        | 16 провінцій (лаос. ແຂວງ, khoueng) 1 столична префектура (лаос. ນະຄອນຫລວງ, kampheng nakhon) 1 особлива зона (лаос. ເຂດພິເສດ, khetphiset) | 142 райони (лаос. ເມືອງ, muang) | 11 000+ сільських населених пунктів (лаос. baan)         |                                                                      |
| Латвія (к) (ш)  | 110 країв (латис. novads / novadi) 9 міст республіканського значення (латис. republikas pilsētas)                                       | 494 волості (латис. pagasts) 67 крайових міст (латис. pilsēta)                                                                                           |                                                          |                                                                      |
| Латвія (к) (ш)  | Альт.: 4 (5) культурно-історичних регіонів (латис. kultūrvēsturisks novads)                                                             | |                                                          |                                                                      |
| Лесото (к)      | 10 районів (англ. districts) | 80 округів (англ. constituencies) | 129 рад місцевих громад (англ. local community councils) |                                                                      |
| Литва (к) (ш)   | 10 повітів (лит. apskritys) | 43 районних самоврядувань (лит. rajono savivaldybė) 10 новостворених самоврядувань (лит. savivaldybės) 7 міських самоврядувань (лит. miesto savivaldybė) | 546 староств (лит. seniūnijos)                           | сянюнайтії (лит. seniūnaitijos)                                      |
| Ліберія (к)     | 15 графств (англ. counties) | 53 округи (англ. districts) |                                                          |                                                                      |
| Ліван (к)       | 6 провінцій (араб. محافظات, muhāfazāt)                                                                                                  | 25 районів (араб. أقضية, aqḍiyah [ɑqd̪ˁijɑ]) | муніципалітети                                           |                                                                      |
| Лівія (к)       | 4 провінції 22 муніципалітета (араб. شعبية, sha'biyat)                                                                                  | |                                                          |                                                                      |
| Ліхтенштейн (к) | 11 громад (нім. Gemeinde(n)) (ш) | |                                                          |                                                                      |
| Люксембург (к)  | 3 округа (ш) (фр. districts) | 12 кантонів (фр. cantons, нім. Kantone) | 116 комун (фр. communes, нім. Gemeinden)                 | 24 квартала (люксемб. quartierën, фр. quartiers, нім. Stadtvierteln) |

### М
| Маврикій (к)                                  | 9 районів (англ. districts) | 5 муніципалітетів (англ. municipalities)  |                                                   |                                                                  |
| Мавританія (к)                                | 12 областей (малаг. wilā'ya واية) Нуакшот | 52 департаменти (малаг. moughataa)        |                                                   |                                                                  |
| Мадагаскар (к) (ш)                            | 6 провінцій (малаг. faritany mizakatena) 22 регіони (малаг. faritra) | 112 департаментів (малаг. departemanta)   | 1395 комун (малаг. kaominina)                     | 17454 сіл (малаг. fokontany)                                     |
| Мадейра див. Португалія нижче.                | |                                           |                                                   |                                                                  |
| Майотта див. Франція нижче.                   | |                                           |                                                   |                                                                  |
| Макао див. Китайська Народна Республіка вище. | |                                           |                                                   |                                                                  |
| Північна Македонія (к)                        | 8 статистичних регіонів (мак. региони) 84 громади (мак. општини) (ш) |                                           |                                                   |                                                                  |
| Північна Македонія (к)                        | Скоп'є (мак. Скопје) | 10 городских общин (мак. скопски општини) |                                                   |                                                                  |
| Малаві (к)                                    | 3 регіони (англ. regions) | 28 провінцій (англ. districts)            | 137 (англ. traditional authorities)               | 68 (англ. subchiefdoms)                                          |
| Малайзія (к ш)                                | 13 штатів (малай. negeri) 3 федеральні території (малай. wilayah persekutuan)                                                                                             | 130+ округів (малай. daerah)              |                                                   |                                                                  |
| Малі (к)                                      | 8 районів (фр. régions) | 49 округів (фр. cercles)                  | 703 районів (фр. arrondissements, communes)       |                                                                  |
| Малі (к)                                      | Бамако | 6 районів (фр. communes)                  |                                                   |                                                                  |
| Мальдіви (к)                                  | 7 провінцій | 20 атолів (мальд. atholu) Мале            |                                                   |                                                                  |
| Мальта (к)                                    | 68 муніципалітетів (англ. local councils, мальт. kunsilli lokali) | 152 комуни                                |                                                   |                                                                  |
| Марокко (к)                                   | 12 регіонів | 13 префектур 62 провінції                 | райони                                            | міські муніципалітети, округи, сільські муніципалітети           |
| Мартиніка див. Франція нижче.                 | |                                           |                                                   |                                                                  |
| Маршаллові Острови (к)                        | 24 муніципалітета (англ. municipalities) |                                           |                                                   |                                                                  |
| Мексика (к)                                   | 31 штат (ісп. estados) (ш) | 2438 муніципалітетів (ісп. municipios)    |                                                   |                                                                  |
| Мексика (к)                                   | 1 федеральний округ (ісп. Distrito Federal) | 16 районів (ісп. delegaciones)            |                                                   |                                                                  |
| Мелілья див. Іспанія вище.                    | |                                           |                                                   |                                                                  |
| Мозамбік (к) (ш)                              | 10 провінцій (порт. provincias) 1 столичне місто (порт. cidade) | 128 округів (порт. distritos)             | міські райони населені пункти (порт. localidades) |                                                                  |
| Молдова (к ш)                                 | 32 райони (рум. raioane) 3 муніципія (рум. municipii) 1 автономне територіальне утворення 1 автономне територіальне утворення з особливим правовим статусом Придністров'я | 60 міст (ш) 917 комун 699 сел 2 муніципія |                                                   |                                                                  |
| Монако (к ш)                                  | 1 комуна (фр. commune) | 10 районів (фр. quartiers)                |                                                   |                                                                  |
| Монголія (к)                                  | 21 аймак (монг. аймаг) | 315 районів (монг. сум)                   | 1538 багів (бригад) (монг. баг)                   |                                                                  |
| Монголія (к)                                  | Улан-Батор (монг. Улаанбаатар) | 9 районів (монг. дүүрэг)                  | 121 квартал (монг. хороо)                         |                                                                  |
| Монтсеррат див. Велика Британія вище.         | |                                           |                                                   |                                                                  |
| М'янма (к) (ш)                                | 7 адміністративних областей (бірм. တိုင္, тайн) 7 штатів (бірм. ပည္, пьїне) 6 самокерованих зон                                                                               | 63 райони (kayaing)                       | 324 міста (бірм. мьо) 312 волостей (бірм. мьоне)  | 2548 міських кварталів (бірм. якве) 13742 груп сіл (бірм. чейюа) |
| Острів Мен див. Велика Британія вище.         | |                                           |                                                   |                                                                  |

### Н
| Намібія (к)                        | 13 областей (англ. regions) | 102 виборчих округа (англ. constituencies) | |                                                                                                 |
| Науру (к)                          | 14 округів (англ. districts) | 169 сіл (англ. villages) | |                                                                                                 |
| Непал (к)                          | 5 регіонів (неп. विकास क्षेत्र, vikās kṣetra) 14 зон (неп. अञ्चल, añcal) | 75 районів (неп. जिल्ला, jillā) | міста і села                                                                                              |                                                                                                 |
| Нігер (к)                          | 7 регіонів (фр. régions) столичний округ Ніамей (фр. Communauté Urbaine de Niamey)                                                                                                | 36 департаментів (фр. départements) | 265 міських та сільських комун (фр. communes, communes urbaines, communes rurales, postes administratifs) |                                                                                                 |
| Нігерія (к) (ш)                    | 36 штатів (англ. state(s)) 1 федеральна столична територія (англ. Federal Capital Territory)                                                                                      | 774 райони місцевого управління (англ. Local Government Areas)                                                                                              | |                                                                                                 |
| Нідерланди (к) (ш)                 | 12 провінцій (нід. provincies) | 430 громад (нід. gemeenten) | |                                                                                                 |
| Нідерланди (к) (ш)                 | Аруба | Не має адміністративно-територіального поділу Альт.: 8 регіонів перепису населення                                                                          | Не має адміністративно-територіального поділу Альт.: 8 регіонів перепису населення                        | Не має адміністративно-територіального поділу Альт.: 8 регіонів перепису населення              |
| Нідерланди (к) (ш)                 | Кюрасао | | |                                                                                                 |
| Нідерланди (к) (ш)                 | Сінт-Мартен | | |                                                                                                 |
| Нідерланди (к) (ш)                 | Інші Карибські острови: Саба, Бонайре і Сінт-Естатіус не є самостійними територіями, але й не входять до складу провінцій Нідерландів — це спеціальні муніципалітети Нідерландів. | | |                                                                                                 |
| Нікарагуа (к)                      | 15 департаментів (ісп. departamentos) 2 автономні регіони (ісп. regiones autónomas)                                                                                               | 150+ муніципалітетів (ісп. municipios) | |                                                                                                 |
| Німеччина (к)                      | 16 земель (нім. Länder) (ш) | 22 адміністративних округа (нім. Regierungsbezirke) — тільки в п'яти землях                                                                                 | 429 районів (земельних районів) (нім. Kreise, Landkreise)                                                 | 12 141 громада (комуна) (нім. Gemeinden), частина з яких об'єднана в 252 амта (нім. Amt, Ämter) |
| Ніуе див. Нова Зеландія нижче.     | | | |                                                                                                 |
| Нова Зеландія (к) (ш)              | 16 регіонів (ш) (англ. regions) | 56 районних рад (англ. district councils) 16 міських рад (англ. city councils) 1 спеціальне териториальное управление (англ. special territorial authority) | |                                                                                                 |
| Нова Зеландія (к) (ш)              | Ніуе (к) | 14 сіл (англ. villages) | |                                                                                                 |
| Нова Зеландія (к) (ш)              | Острови Кука (к) | 10+ острівних округів (англ. island councils) | |                                                                                                 |
| Нова Зеландія (к) (ш)              | Токелау (к) | 3 атоли (англ. autonomous communities) | |                                                                                                 |
| Нова Зеландія (к) (ш)              | Територія Росса | | |                                                                                                 |
| Нова Каледонія див. Франція нижче. | | | |                                                                                                 |
| Норвегія (к)                       | 19 фюльке (губерній) (норв. fylker) (ш) Альт.: 5 регіонів (норв. landsdel) | 430 комун (норв. kommuner) | |                                                                                                 |
| Норвегія (к)                       | Свальбард і Ян-Маєн (нім. Spitzbergen, норв. Svalbard, (норв. Jan Mayen)) Острів Буве (норв. Bouvetøya)                                                                           | | |                                                                                                 |
| Норфолк див. Австралія вище.       | | | |                                                                                                 |

### О
| Об'єднані Арабські Емірати (к)        | 7 еміратів (араб. إمارات, імара́т)                                                                  |                                     |  |  |
| Оман (к)                              | 5 регіонів (мінтакі) (араб. مناطق, minţaqat) 4 мухафази (губернаторства) (араб. محافظة, muhāfazāt) | 62 вілаєта (араб. العربية, wilāyah) |  |  |
| Острів Мен див. Велика Британія вище. | |                                     |  |  |

### П
| Пакистан (к)                                                                | 4 провінції | 110 округів (урду ضلع) | tahsils або tehsils (урду تحصیل)                                       |                                                                                            |
| Пакистан (к)                                                                | 1 федеральна територія племен                                                                                           | 7 племінних управлінь 6 прикордонних регіонів | tahsils або tehsils (урду تحصیل)                                       |                                                                                            |
| Пакистан (к)                                                                | 1 федеральна столична територія                                                                                         | 1 округ | tahsils або tehsils (урду تحصیل)                                       |                                                                                            |
| Пакистан (к)                                                                | 2 території Кашміру | 14 округів | tahsils або tehsils (урду تحصیل)                                       |                                                                                            |
| Палау (к) (ш)                                                               | 16 штатів (англ. state(s))                                                                                              | |                                                                        |                                                                                            |
| Палестинська держава (к)                                                    | 2 території | 16 провінцій (араб. محافظة, мухафаза, мн. мухафазат) |                                                                        |                                                                                            |
| Панама (к) (ш)                                                              | 10 провінцій (ісп. provincia / provincias)                                                                              | 66 округів (ісп. distritos) | 654 районів (ісп. corregimientos)                                      |                                                                                            |
| Панама (к) (ш)                                                              | 10 провінцій (ісп. provincia / provincias)                                                                              | 2 автономні області (ісп. comarca indígena) | 654 районів (ісп. corregimientos)                                      |                                                                                            |
| Панама (к) (ш)                                                              | 3 автономні області (ісп. comarca indígena)                                                                             | 9 округів (ісп. distritos) | 654 районів (ісп. corregimientos)                                      |                                                                                            |
| Папуа Нова Гвінея (к) (ш)                                                   | 4 регіони (англ. region(s))                                                                                             | 18 провінцій (англ. province(s)) 1 автономний регіон (англ. autonomous region of Bougainville) 1 національний столичний округ (англ. national capital district) |                                                                        |                                                                                            |
| Південно-Африканська Республіка (к) (ш)                                     | 9 провінцій (англ. provinces)                                                                                           | 53 округа: (англ. districts) 8 міських округів (англ. metropolitan municipality) 45 районів (англ. district municipality)                                       | 231 місцевий муніципалітет (англ. local municipalities)                | 4277 виборчих округів (англ. wards)                                                        |
| Парагвай (к)                                                                | 17 департаментів (ісп. departamento(s)) 1 столичний округ (ісп. distrito capital)                                       | 230+ округів (ісп. distrito(s), partido(s)) | муніципалітети (ісп. compañía(s), municipio(s))                        |                                                                                            |
| Перу (к)                                                                    | 25 регіонів і Ліма (ісп. regione(s))                                                                                    | 195 провінцій (ісп. provincia(s)) | 1833 райони (ісп. distrito(s), partido(s))                             | 84000+ centros poblados → 1800+ centros poblados menores 80000+ centros poblados dispersos |
| Південна Корея (к) (ш)                                                      | 8 провінцій (кор. 도, 道, do, то) 1 особлива автономна провінція Чеджу (кор. 특별자치도, 特別自治道, teukbyeol-jachido) | 76 міст (кор. 시, 市, si, сі) | міські округи (кор. 구, 區, gu, ку)                                    | міські райони (кор. 동, 洞, dong, тон)                                                     |
| Південна Корея (к) (ш)                                                      | 8 провінцій (кор. 도, 道, do, то) 1 особлива автономна провінція Чеджу (кор. 특별자치도, 特別自治道, teukbyeol-jachido) | повіти (кор. 군, 郡, gun, кун) | райони (кор. 면, 面, myeon, мьон) селища (кор. 읍, 邑, eup, ип)        | села (кор. 리, 里, ri, рі)                                                                 |
| Південна Корея (к) (ш)                                                      | 6 міст-метрополій]] (광역시, кванйоксі)                                                                                 | міські округи (кор. 구, 區, g, ку) | міські райони (кор. 동, 洞, dong, тон)                                 |                                                                                            |
| Південна Корея (к) (ш)                                                      | 6 міст-метрополій]] (광역시, кванйоксі)                                                                                 | повіти (кор. 군, 郡, gun, кун) | селища (кор. 면, 面, myeon, мьон) великі райони (кор. 읍, 邑, eup, ип) | мікрорайони (кор. 리, 里, ri, рі)                                                          |
| Південна Корея (к) (ш)                                                      | 1 місто з особливим статусом (кор. 특별시, 特別市, teukbyeol-si, тхикпьольсі)                                           | міські округи (кор. 구, 區, gu, ку) | міські райони (кор. 동, 洞, dong, тон)                                 |                                                                                            |
| Південна Джорджія та Південні Сандвічеві острови див. Велика Британія вище. | | |                                                                        |                                                                                            |
| Південний Судан (к)                                                         | 10 штатів (wilaya’at, англ. states) (ш)                                                                                 | 76 округів (англ. county) |                                                                        |                                                                                            |
| Північна Ірландія див. Велика Британія вище.                                | | |                                                                        |                                                                                            |
| Північні Маріанські Острови див. Сполучені Штати Америки нижче.             | | |                                                                        |                                                                                            |
| Піткерн див. Велика Британія вище.                                          | | |                                                                        |                                                                                            |
| Польща (к)                                                                  | 16 воєводств (пол. województwo — воєву́дзтво) (ш)                                                                        | 314 повітів (пол. powiat) 66 міст на правах повіту (пол. miast na prawach powiatu)                                                                              | 2477 гмін (пол. gmina)                                                 |                                                                                            |
| Португалія (к) (ш)                                                          | 18 округів (порт. distrito(s)) (ш)                                                                                      | 308 муніципалітетів (порт. concelho(s), município(s)) | 4261 район (порт. freguesia(s))                                        |                                                                                            |
| Португалія (к) (ш)                                                          | 2 автономні регіони (порт. regiões autônomas):                                                                          | |                                                                        |                                                                                            |
| Португалія (к) (ш)                                                          | Азорські острови (к) | 19 муніципалітетів (порт. municipios) (ш) | ? фрегезій (порт. freguesias)                                          |                                                                                            |
| Португалія (к) (ш)                                                          | Мадейра (к) | 11 муніципалітетів (порт. municipios) (ш) |                                                                        |                                                                                            |
| Пуерто-Рико див. Сполучені Штати Америки нижче.                             | | |                                                                        |                                                                                            |

### Р
| Реюньйон див. Франція нижче.       |                                                                           | |                                                                       | |
| Острів Різдва див. Австралія вище. |                                                                           | |                                                                       | |
| Росія (к) (ш)                      | 9 федеральних округів: (ш)                                                | 9 федеральних округів: (ш) | 9 федеральних округів: (ш)                                            | 9 федеральних округів: (ш)                                                                                         |
| Росія (к) (ш)                      | 89 суб'єктів Федерації:                                                   | |                                                                       | |
| Росія (к) (ш)                      | 48 областей 24 республіки 4 автономних округа 9 країв 1 автономна область | 2027 районів 561 міських округів | 1711 міських поселень 18 833 сільських поселень                       | 1100 міст 1286 селищ міського типу 153 125 сіл                                                                     |
| Росія (к) (ш)                      | 3 міста федерального значення:                                            | |                                                                       | |
| Росія (к) (ш)                      | Москва (ш)                                                                | 12 адміністративних округів | 125 районів, 21 поселення                                             | |
| Росія (к) (ш)                      | Санкт-Петербург                                                           | 18 районів | 81 муніципальний округ 21 селище 9 міст                               | |
| Росія (к) (ш)                      | Севастополь                                                               | 9 муніципальних округів місто Інкерман |                                                                       | |
| Руанда (к)                         | 5 провінцій (англ. province, руанд. intara, фр. province)                 | 30 районів (дистриктів) (англ. district, руанд. akarere / uturere, фр. district) муніципалітети (англ. municipality, руанд. umujyi, фр. municipalité) | 416 секторів (англ. sector, руанд. imirenge / umurenge, фр. secteurs) | 2148 комірок (англ. cellules, руанд. akagari / utugari, фр. cellules) 14837 сіл (англ. villages, руанд. imidugudu) |
| Румунія (к)                        | 41 жудець (повіт) (рум. județe) (ш)                                       | 320 міст (рум. orașe) 103 муніципії (рум. municipii) 2860 комун (рум. comune)                                                                         | 12 956 сіл (рум. sat)                                                 | |
| Румунія (к)                        | Бухарест (рум. București)                                                 | 6 секторів (рум. sectoare) | 18 районів (рум. cartiere)                                            | |
| Румунія (к)                        | Альт.: 8 регіонів розвитку (рум. regiunile de dezvoltare)                 | |                                                                       | |

### С
| Саба див. Нідерланди вище.                                                     | |                                                                                                   |                                                                          | |
| Сальвадор (к)                                                                  | 14 департаментів (ісп. departamentos)                                                                                | 262 муніципалітета (ісп. municipios)                                                              |                                                                          | |
| Самоа (к)                                                                      | 11 округів (самоан. itūmālō)                                                                                         |                                                                                                   |                                                                          | |
| Сан-Марино (к)                                                                 | 9 округів (за́мків) (італ. castelli, distretti amministrativi) (ш)                                                    | 43 fracções comunais                                                                              |                                                                          | |
| Сан-Томе і Принсіпі (к)                                                        | 2 провінції (порт. concelhos)                                                                                        | 7 округів (районів) (порт. distritos)                                                             |                                                                          | |
| Саудівська Аравія (к) (ш)                                                      | 13 провінцій (еміратів) (manatiq idāriyya, араб. امير, amīr)                                                         | 118 мухафаз (араб. محافظات, muhafazat)                                                            | суб-мухафази (marakiz)                                                   | |
| Острови Святої Єлени, Вознесіння і Тристан-да-Кунья див. Велика Британія вище. | |                                                                                                   |                                                                          | |
| Сейшельські Острови (к)                                                        | 25 округів (англ. districts, фр. districts) Зовнішні Сейшельські острови (англ. Outer Islands, фр. Îles Extérieures) |                                                                                                   |                                                                          | |
| Сенегал (к)                                                                    | 14 областей (фр. régions)                                                                                            | 45 департаментів (фр. départements)                                                               | 122 округа (фр. arrondissements)                                         | 46 окружних комун (фр. communes d'arrondissement) 113 комун (фр. communes) 370 сільських громад (фр. communautés rurales) |
| Сен-Бартелемі див. Франція нижче.                                              | |                                                                                                   |                                                                          | |
| Сен-Мартен див. Франці нижче.                                                  | |                                                                                                   |                                                                          | |
| Сен-П'єр і Мікелон див. Франція нижче.                                         | |                                                                                                   |                                                                          | |
| Сент-Вінсент і Гренадини (к)                                                   | 6 округів (англ. parishe(s))                                                                                         |                                                                                                   |                                                                          | |
| Сент-Кіттс і Невіс (к)                                                         | 14 округів (англ. parishe(s))                                                                                        |                                                                                                   |                                                                          | |
| Сент-Люсія (к)                                                                 | 10 приходів (округів) (англ. district(s))                                                                            |                                                                                                   |                                                                          | |
| Сербія (к) (ш)                                                                 | округ (місто) Белград (серб. Град Београд)                                                                           | 17 міських громад (серб. градска општина)                                                         |                                                                          | |
| Сербія (к) (ш)                                                                 | Центральна Сербія | 17 округів (серб. окрузи)                                                                         | 83 громади (серб. општина) 16 міст (серб. град)                          | 5 міських громад (серб. градска општина)                                                                                  |
| Сербія (к) (ш)                                                                 | Автономный край Воєводина (серб. Аутономна Покрајина Војводина)                                                      | 7 округів (серб. окрузи)                                                                          | 39 громад (серб. општина) 6 міст (серб. град)                            | |
| Сербія (к) (ш)                                                                 | Автономний край Косово і Метохія (серб. Аутономна Покрајина Косово и Метохија)                                       | 5 округів (серб. окрузи)                                                                          | 28 громад (серб. општина) 1 місто (серб. град)                           | |
| Сеута див. Іспанія вище.                                                       | |                                                                                                   |                                                                          | |
| Сінгапур (к)                                                                   | 5 округів (англ. districts)                                                                                          | 27 виборчих округів (англ. constituencies)                                                        | 74 виборчих районів (англ. division)                                     | |
| Сінгапур (к)                                                                   | Альт.: 5 регіонів (англ. regions)                                                                                    | 55 міських планувальних районів (англ. urban planning areas)                                      |                                                                          | |
| Сінт-Мартен див. Нідерланди вище.                                              | |                                                                                                   |                                                                          | |
| Сінт-Естатіус див. Нідерланди вище.                                            | |                                                                                                   |                                                                          | |
| Сирія (к)                                                                      | 14 провінцій (губернаторств, мухафаз) (араб. محافظة muhāfazāt)                                                       | 69 районів (араб. المناطق manaţiq)                                                                | 295 нахій (араб. النواحي nawahi)                                         | 141 місто (араб. الــمـــــدن) 323 території (араб. البلــــدان) 6311 сіл (араб. القــرى) 7318 ферм (араб. المزارع)       |
| Словаччина (к) (ш)                                                             | 8 країв (словац. kraj / kraje) Альт.: 4 області (регіони) (словац. oblastí)                                          | 79 районів (словац. okres / okresy)                                                               | 2891 громада (словац. obce), з них 138 міст (словац. mestá)              | кадастрові райони (словац. katastrálne územia)                                                                            |
| Словенія (к)                                                                   | 12 статистичних регіонів (словен. statistične regije)                                                                | 211 громад (словен. občine)                                                                       |                                                                          | |
| США Сполучені Штати Америки (к) (ш)                                            | 50 штатів (англ. state(s)) 1 федеральний округ (англ. (Federal) District)                                            | 3028 округів (англ. county(-ties), parish, borough) 40 незалежних міст (англ. independent cities) | 35 298 частин адміністративних округів (англ. Minor civil divisions)     | |
| США Сполучені Штати Америки (к) (ш)                                            | Острівні території США (англ. Insular areas):                                                                        |                                                                                                   |                                                                          | |
| США Сполучені Штати Америки (к) (ш)                                            | Американські Віргінські Острови (к)                                                                                  | 3 округа (англ. district(s))                                                                      | 20 районів (англ. sub-district(s))                                       | |
| США Сполучені Штати Америки (к) (ш)                                            | Американське Самоа (к)                                                                                               | 3 округа (англ. district(s)) 2 атола (Розе і Суейнс)                                              | 16 графств (англ. county)                                                | 74 райони (англ. village(s))                                                                                              |
| США Сполучені Штати Америки (к) (ш)                                            | Гуам (к) | 19 муніципалітетів (сіл) (англ. villages)                                                         |                                                                          | |
| США Сполучені Штати Америки (к) (ш)                                            | Пуерто-Рико (к) | 78 муніципалітетів (англ. municipalities, ісп. municipio)                                         | райони (англ. ward(s), ісп. barrio(s))                                   | сектори (англ. sector(s))                                                                                                 |
| США Сполучені Штати Америки (к) (ш)                                            | Північні Маріанські Острови (к)                                                                                      | 4 муніципалітети (англ. municipalities)                                                           |                                                                          | |
| США Сполучені Штати Америки (к) (ш)                                            | Зовнішні малі острови США (англ. Outlying islands)                                                                   |                                                                                                   |                                                                          | |
| Соломонові Острови (к)                                                         | 9 провінцій (англ. province(s)) Столична територія (англ. Capital Territory)                                         |                                                                                                   |                                                                          | |
| Сомалі (к) (ш)                                                                 | 18 провінцій (сом. gobolada)                                                                                         | 75 районів (англ. districts)                                                                      |                                                                          | |
| Судан (к)                                                                      | 15 штатів (провінцій) (wilaya’at, англ. states)                                                                      | 86 районів (англ. districts)                                                                      |                                                                          | |
| Суринам (к)                                                                    | 10 округів (нід. districten) (ш)                                                                                     | 62 курорта (нід. ressorten)                                                                       |                                                                          | |
| Східний Тимор (к)                                                              | 13 районів (порт. distritos)                                                                                         | 65 підрайонів (порт. subdistritos)                                                                | 442 сукоса (порт. sucos) 2336 міст і сіл (порт. vilas, aldeias, hamlets) | |
| Сьєрра-Леоне (к)                                                               | 3 провінції (англ. provinces) 1 область (англ. area)                                                                 | 12 округів (англ. districts)                                                                      | 149 вождівств (англ. chiefdoms)                                          | |

### Т
| Таджикистан (к) (ш)                               | 2 області (тадж. вилояти / вилоятҳо) 1 автономна область (тадж. вилояти мухтори) Душанбе 13 районів республіканського підпорядкування (тадж. ноҳияҳои тобеи ҷумҳурӣ)                                       | 45 районів (тадж. ноҳия) 16 міст (тадж. шаҳрҳои) 4 міські райони                                                                                    | 57 селищ (тадж. шаҳрак) 369 сільських джамоатів (тадж. ҷамоати деҳот)                                                                | села (тадж. деҳа)                                                                                      |
| Таїланд (к)                                       | 76 провінцій (тай. จังหวัด, чангват) | 796 районів (тай. อำเภอ), ампхе) 81 підрайон (тай. กิ่งอำเภอ, кінг ампхе)                                                                             | 7255 тамбонів (громади)]] (тай. ตำบล)                                                                                                | 74944 мубани (села)]] (тай. หมู่บ้าน)                                                                     |
| Таїланд (к)                                       | Бангкок (тай. กรุงเทพฯ, กรุงเทพมหานคร) | 50 районів (тай. เขต, кхет) | 154 квенга (громади) (тай. แขวง) | |
| Таїланд (к)                                       | Альт.: 5 регіонів | | | |
| Тайвань (Китайська Республіка) (к)                | 2 провінції (кит. трад. 省, піньїнь: shěng) | 5 провінційних міст (кит. трад. 省轄市, піньїнь: shěngxiáshì)                                                                                       | 26 районів (кит. трад. 區, піньїнь: qū)                                                                                              | 831 сільський населений пункт (кит. трад. 里, піньїнь: lǐ) 17091 квартал (кит. трад. 鄰, піньїнь: lín) |
| Тайвань (Китайська Республіка) (к)                | 2 провінції (кит. трад. 省, піньїнь: shěng) | 18 повітів (кит. трад. 縣, спр. 县, піньїнь: xiàn)                                                                                                  | 32 міста (кит. трад. 縣轄市, піньїнь: xiànxiáshì)                                                                                    | сільські населені пункти (кит. трад. 里, піньїнь: lǐ) квартали (кит. трад. 鄰, піньїнь: lín)           |
| Тайвань (Китайська Республіка) (к)                | 2 провінції (кит. трад. 省, піньїнь: shěng) | 18 повітів (кит. трад. 縣, спр. 县, піньїнь: xiàn)                                                                                                  | 287 волостей, в тому числі 226 сільських волостей (кит. трад. 鄉, піньїнь: xiāng) і 61 міська волость (кит. трад. 鎮, піньїнь: zhèn) | сільські населені пункти (кит. трад. 村, піньїнь: cūn) квартали (кит. трад. 鄰, піньїнь: lín)          |
| Тайвань (Китайська Республіка) (к)                | 2 міста центрального підпорядкування (кит. трад. 直轄市, спр. 直辖市, піньїнь: zhíxiáshì) | 23 райони (кит. трад. 區, піньїнь: qū) | 912 сільських населених пунктів (кит. трад. 里, піньїнь: lǐ)                                                                         | 17988 кварталів (кит. трад. 鄰, піньїнь: lín)                                                          |
| Танзанія (к)                                      | 26 областей (суах. mkoa, англ. regions) (ш) | 129 районів (суах. wilaya, англ. districts) | | |
| Острови Теркс і Кайкос див. Велика Британія вище. | | | | |
| Того (к) (ш)                                      | 5 регіонів (фр. régions) | 34 префектури (фр. préfectures) | | |
| Токелау див. Нова Зеландія вище.                  | | | | |
| Тонга (к)                                         | 5 адміністративних округів (англ. divisions) | 23 райони (англ. adminstrative districts) | 167 сіл (англ. villages) | |
| Тринідад і Тобаго (к)                             | 2 міських спільноти (англ. City Corporation) 3 окружні спільноти (англ. Borough Corporation) 9 регіональних спільнот (англ. Regional Corporation) 1 самоврядна територія Іст.: 12 графств (англ. counties) | | | |
| Тувалу (к)                                        | 9 острівних рад (англ. local government districts) | | | |
| Туніс (к)                                         | 24 вілаєти (провінції, гувернорати) (араб. ولاية, wilāyah, фр. gouvernorats) | 264 райони (араб. معتمدية mutamadiyat, фр. délégations)                                                                                             | 264 муніципалітета (shaykhat) 2073 сектора (imadats, фр. secteurs)                                                                   | |
| Туреччина (к) (ш)                                 | 81 провінція (тур. il / iller) Альт.: 7 регіонів (тур. bölge) | 892 райони (тур. ilçe / ilçeler) | 2951 муніципалітет (тур. belediye)                                                                                                   | 34367 кварталів і сіл (тур. köy)                                                                       |
| Туркменістан (к) (ш)                              | 5 велаятів (областей) (туркм. welaýaty / welaýatlar) 1 місто з правами велаята (туркм. welaýat hukukly şäherlerden)                                                                                        | 50 етрапів (районів) (туркм. etraplar) 7 етрапів у містах]] (туркм. şäherlerdäki etraplar) 15 міст з правами етрапа (туркм. etrap hukukly şäherler) | 9 міст в етрапах (туркм. etraplardaky şäherler) 77 селищ (туркм. şäherçeler) 565 генгешликів (туркм. geňeşlikler)                    | 1928 сільських населених пунктів (туркм. oba ilatly ýerler)                                            |

### У
| Уганда (к)                          | 111 районів (англ. district(s)) 1 місто (англ. city) Альт.: 4 регіони (англ. region(s))                                                               | 162 округа (англ. counties) 22 муніципалітета (англ. municipalities) 5 міських районів]] (англ. city divisions) | 1116 підокругів (англ. subcounties) 144 міських рад (англ. town councils) 56 муніципальних районів (англ. municipal divisions) | 207 міських палат (англ. town boards) 7138 приходів / міських районів (англ. parishes / wards) 66036 сіл / секцій]] (англ. villages / cells) |
| Угорщина (к)                        | 19 областей (медьє) (угор. megyére) 23 міських округа (угор. megyei jogú városok) столичне місто (угор. főváros) (ш) Альт.: 7 регіонів (угор. régiói) | 173 райони (угор. kistérségek)                                                                                  | 3152 населених пункти (угор. kistérségek): 298 міст (угор. városok) 2854 села (угор. községek)                                 | |
| Уельс див. Велика Британія вище.    | | | | |
| Узбекистан (к)                      | 12 областей (узб. viloyat / viloyatlar) 1 автономна республіка (узб. respublika) 1 незалежне місто (узб. shahar)                                      | 174 райони (узб. tuman / tumanlar) 54 міста (узб. shaharlar)                                                    | селища кишлаки аули | |
| Україна (к) (ш)                     | 24 області 2 міста зі спеціальним статусом 1 автономна республіка                                                                                     | 136 районів | 1469 територіальних громад | 7567 старостинських округів |
| Волліс і Футуна див. Франція нижче. | | | | |
| Уругвай (к)                         | 19 департаментів (ісп. departamentos) | 89 муніципалітетів (ісп. Municipios de Uruguay)                                                                 | | |

### Ф
| Фарерські острови див. Данія вище.               | | | |                                                                      |
| Федеративні Штати Мікронезії (к)                 | 4 штати (англ. states)                                                                                       | 75 муніципалітетів (англ. municipalities)                                                                                    | |                                                                      |
| Фіджі (к)                                        | 4 округа (англ. divisions) 1 залежна територія (англ. dependency)                                            | 14 провінцій (англ. provinces, фідж. yasana)                                                                                 | |                                                                      |
| Філіппіни (к)                                    | 17 регіонів (політико-адміністративних районів) (англ. regions, тагал. rehiyon)                              | 80 провінцій (англ. provinces, тагал. lalawigan, probinsya) 1 незалежний муніципалітет (тагал. malayang bayan або munisipyo) | 138 міст (англ. cities, тагал. lungsod, siyudad) 1496 муніципалітетів (англ. municipalities, тагал. bayan, munisipalidad) | 42025 барангаїв (англ. barangays, тагал. baranggay)                  |
| Фінляндія (к)                                    | 19 областей (фін. maakunta, швед. landskap)                                                                  | 70 субпровінцій (фін. seutukunta, швед. ekonomisk region)                                                                    | 336 громад (фін. kunta, швед. kommun)                                                                                     |                                                                      |
| Фінляндія (к)                                    | включаючи 1 автономну область (фін. autonomisella maakunnalla, швед. självstyrt landskap): Аландські острови | 3 субпровінції (фін. seutukunta, швед. ekonomisk region)                                                                     | 16 громад (фін. kunta, швед. kommun)                                                                                      |                                                                      |
| Фінляндія (к)                                    | Іст.: 6 губерній (фін. lääni, швед. län)                                                                     | | |                                                                      |
| Фолклендські острови див. Велика Британія вище.  | | | |                                                                      |
| Франція (к)                                      | Метрополія Франції (фр. France métropolitaine)                                                               | Метрополія Франції (фр. France métropolitaine)                                                                               | Метрополія Франції (фр. France métropolitaine)                                                                            | Метрополія Франції (фр. France métropolitaine)                       |
| Франція (к)                                      | 22 регіони (фр. régions) (ш)                                                                                 | 96 департаментів (фр. départements) (ш)                                                                                      | 330 округів (фр. arrondissements)                                                                                         | 3 883 кантонів (фр. cantons) 5-й рівень: 36 568 комун (фр. communes) |
| Франція (к)                                      | Заморські володіння Франції (фр. France d'outre-mer)                                                         | | |                                                                      |
| Франція (к)                                      | 5 заморських регіонів (фр. régions d'outre-mer) (ш): Гваделупа Майотта Мартиніка Реюньйон Французька Гвіана  | 5 заморських департаментів (фр. départements d'outre-mer)                                                                    | 12 округів (фр. arrondissements)                                                                                          | 172 кантона (фр. cantons) 5-й рівень: 129 комун (фр. communes)       |
| Франція (к)                                      | 5 заморських співтовариств (фр. collectivités d'outre-mer):                                                  | | |                                                                      |
| Франція (к)                                      | Сен-Бартелемі                                                                                                | | |                                                                      |
| Франція (к)                                      | Сен-Мартен                                                                                                   | | |                                                                      |
| Франція (к)                                      | Сен-П'єр і Мікелон                                                                                           | 2 комуни (фр. communes) | |                                                                      |
| Франція (к)                                      | Волліс і Футуна                                                                                              | 3 територіальних округи (фр. circonscriptions territoriales)                                                                 | |                                                                      |
| Франція (к)                                      | Французька Полінезія                                                                                         | 5 адміністративних підрозділів (фр. subdivisions administratives)                                                            | 48 комун (фр. communes)                                                                                                   |                                                                      |
| Франція (к)                                      | 3 заморських адміністративно-територіальних утворення з особливим статусом:                                  | | |                                                                      |
| Франція (к)                                      | Кліппертон                                                                                                   | | |                                                                      |
| Франція (к)                                      | Нова Каледонія                                                                                               | 3 провінції (фр. provinces)                                                                                                  | 33 комуни (фр. communes)                                                                                                  |                                                                      |
| Франція (к)                                      | Французькі Південні і Антарктичні Території                                                                  | 5 адміністративних округів (фр. district)                                                                                    | |                                                                      |
| Французька Гвіана див. Франція вище.             | | | |                                                                      |
| Французька Полінезія див. Франція вище.          | | | |                                                                      |
| Французькі Південні території див. Франція вище. | | | |                                                                      |

### Х
| Хорватія (к) | 20 жупаній (округів) (хорв. županija) Місто Загреб (хорв. Grad Zagreb) (ш) | 127 міст (хорв. gradovi) (ш) 429 громад (хорв. općine) |  |  |

### Ц
| Центральноафриканська Республіка (к) | 1 автономна комуна (фр. commune autonome, санго kôta-gbata) | 8 районів (фр. arrondissement, санго balabala)                      | квартали (фр. quartiers) |                                            |
| Центральноафриканська Республіка (к) | 16 префектур (фр. préfectures, санго koddoro kômanda-kôta)  | 71 субпрефектура (фр. sous-préfectures, санго koddoro kômanda-kêtê) | 177 комун (фр. communes) | квартали та села (фр. quartiers, villages) |
| Центральноафриканська Республіка (к) | Альт.: 7 провінцій (фр. région, санго gbê-koddoro)          |                                                                     |                          |                                            |

### Ч
| Чад (к)        | 22 регіони (фр. régions) (ш)                                                                        | 61 департамент (фр. départements) | 251 супрефектура (фр. sous-préfectures)                                                      | сільські громади (фр. communautés rurales)                    |
| Чад (к)        | включаючи місто Нджамена (фр. Ville de Ndjamena)                                                    | 10 муніципальних районів (фр. arrondissements municipaux)                                                                                           | 64 квартала (фр. quartiers)                                                                  |                                                               |
| Чехія (к)      | 13 країв (чеськ. kraje) (ш)                                                                         | 205 громад Чехії з розширеними повноваженнями (III рівня) (чеськ. obec s rozšířenou působností, obcí III. stupně) Альт.: 77 районів (чеськ. okresy) | 393 громади II рівня (чеськ. obec s pověřeným obecním úřadem, obcí II. typu nebo II. stupně) | 6251 громада I (нижнього) рівня (чеськ. obec, obcí I. stupně) |
| Чехія (к)      | столиця (чеськ. hlavní město)                                                                       | 22 адміністративних округа (чеськ. správní obvody)                                                                                                  | 57 міських частин (чеськ. městských částí)                                                   | 112 кадастрових районів (чеськ. katastrální území)            |
| Чилі (к)       | 15 регіонів (ісп. regiones)                                                                         | 53 провінції (ісп. provincias) | 346 комун (ісп. comunas)                                                                     |                                                               |
| Чорногорія (к) | 21 громада (чорн. opština / општина) (ш) 2 міські громади (чорн. gradska opština / градска општина) | |                                                                                              |                                                               |

### Ш
| Швейцарія (к)                        | 26 кантонів (фр. cantons, нім. Kantone, італ. cantoni, ромш. chantuns) (ш) | 138 районів (фр. districts, arrondissements, нім. Ämter, (Amts)bezirke, Verwaltungskreise, Distrikte, італ. distretti, ромш. districts) 95 округів (фр. cercles, нім. Kreise, Verwaltungsregionen, Amteien, Wahlkreise, італ. circoli, ромш. circuls) | 2551 громада (фр. communes, нім. Gemeinden, італ. comuni, ромш. vischnancas) |  |
| Швеція (к)                           | 21 ленів (губерній) (швед. län) (ш) Іст.: провінції (швед. landskap)       | 290 комун (громад, муніципалітетів) (швед. kommuner) | 1467 округів (швед. församlingar) |  |
| Шотландія див. Велика Британія вище. |                                                                            | | |  |
| Шпіцберген див. Норвегія вище.       |                                                                            | | |  |
| Шрі-Ланка (к)                        | 9 провінцій (синг. පළාත, там. மாகாணம்)                                         | 25 округів (синг. දිස්ත්‍රි‌ක්‌ක, там. மாவட்ட) | 256 підрозділів окружних секретаріатів (підрозділів ОС)]] (англ. divisional secretariats, синг. ප්‍රාදේශීය ලේකම් කාර්යාල, там. மாவட்ட செயலாளர்கள்) 160 електоратів (англ. electorates, синг. මැතිවරණ කො‍ට්ඨාශ, там. தேர்தல்ரூnடிளி;பிரிவுகள்) |  |

### Я
| Ян-Маєн див. Норвегія вище. | | | |                              |
| Ямайка (к)                  | 14 округів (англ. parishes) Іст.: 3 історичні графства (англ. historic counties)                                         | | |                              |
| Японія (к) (ш)              | 47 префектур тодофукен (яп. 都道府県, то-до:-фу-кен) (ш) Альт.: 8 регіонів тіхо (яп. 地方) Іст.: провінції куні (яп. 国) | 14 округів сітьо: (яп. 支庁) 19 особливих міст сейрей сітей тосі (яп. 政令指定都市) 377 повітів гун (яп. 郡) | 40 центральних міст тю:каку сі (яп. 中核市) 41 особливе місто токурей сі (яп. 特例市) 786 міст си (яп. 市) 23 особливі райони Токіо токубецу ку (яп. 特別区) 754 містечка тьо: / маті (яп. 町) 184 села сон / мура (яп. 村) | 170 районів міст ку (яп. 区) |